# Vändkors
Se även romanen Vändkorset

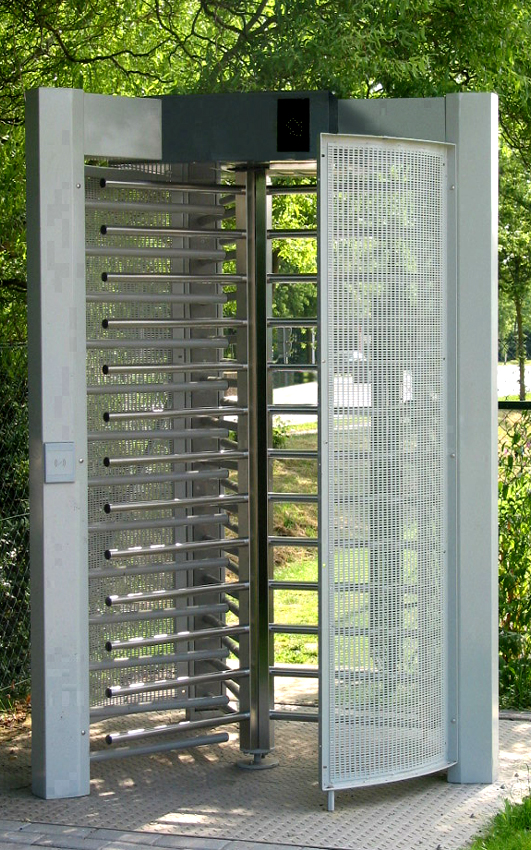
En typ av vändkors

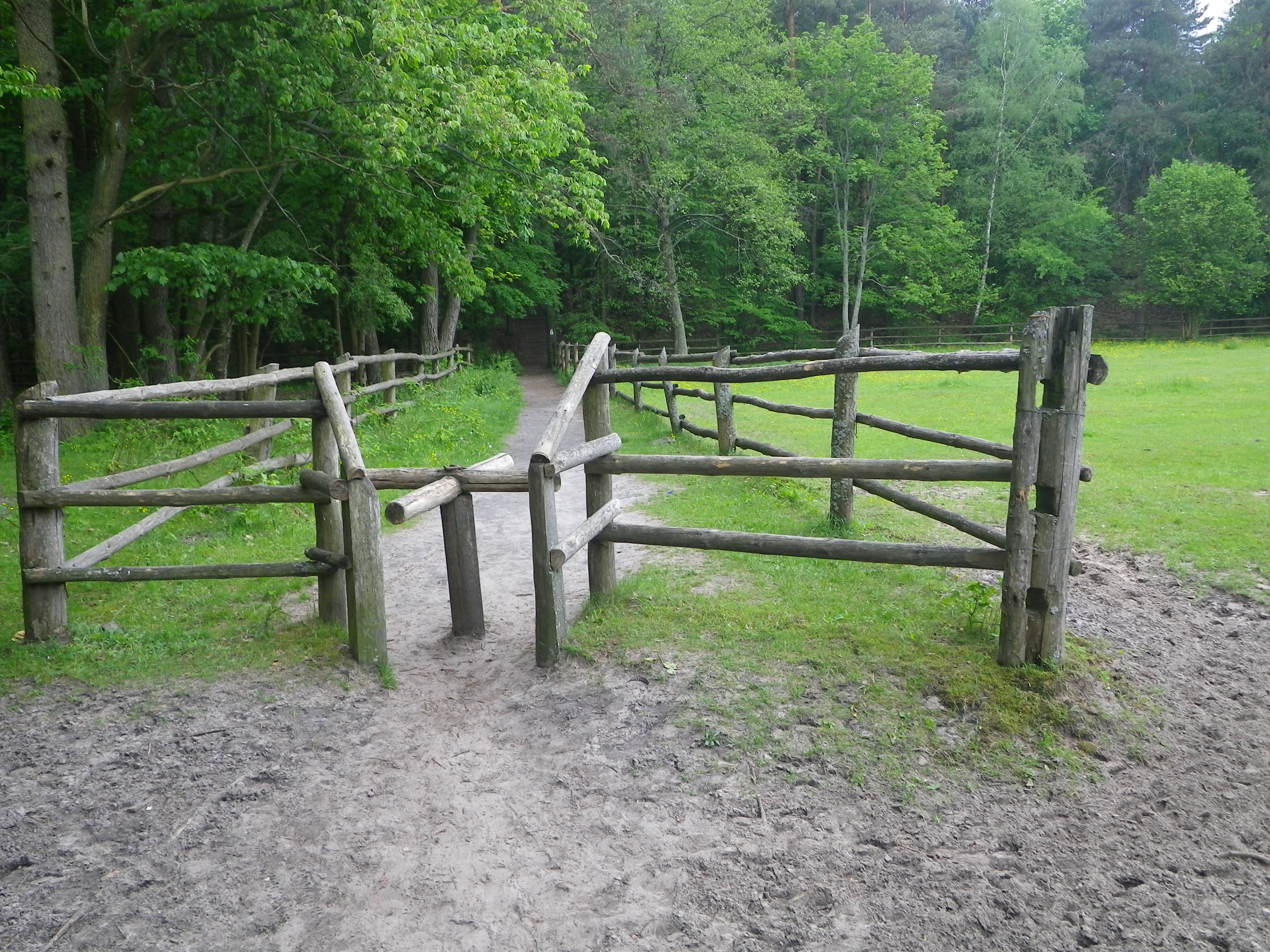
Äldre vändkors med samma funktion som en färist eller stätta.

Ett vändkors är en anordning för att endast tillåta en person åt gången att ge inträde.
Vändkorset bestod ursprungligen av fyra metall- eller träribbor som är placerade som i ett kors (därav namnet) snurrande på en pinne. Endast en person åt gången kan passera mellan två ribbor och därigenom kunde man enklare hålla koll på passerande människor.
Med tiden har vändkorsprincipen utvecklats med framför allt räkneverk, ribborna gjorts stabilare etc. Vid passagepunkter där det är viktigt att förhindra obehöriga (till exempel vid kollektivtrafik, inpassager till högsäkerhetszoner på företag m.m.), har man även kompletterat vändkorset med elektroniska spärrar kopplade till avgiftserläggande eller ID-kontroll.